# Pseudoctenochira
Pseudoctenochira là một chi bọ cánh cứng trong họ Chrysomelidae.
Chi này được miêu tả khoa học năm 1926 bởi Spaeth.

## Các loài
Chi này gồm các loài:
- Pseudoctenochira octolineata Spaeth, 1926